# Autalia ruwenzori
Autalia ruwenzori är en skalbaggsart som beskrevs av Jan Klimaszewski 1992. Autalia ruwenzori ingår i släktet Autalia och familjen kortvingar. Inga underarter finns listade i Catalogue of Life.